# Sibylle Margarethe von Brieg

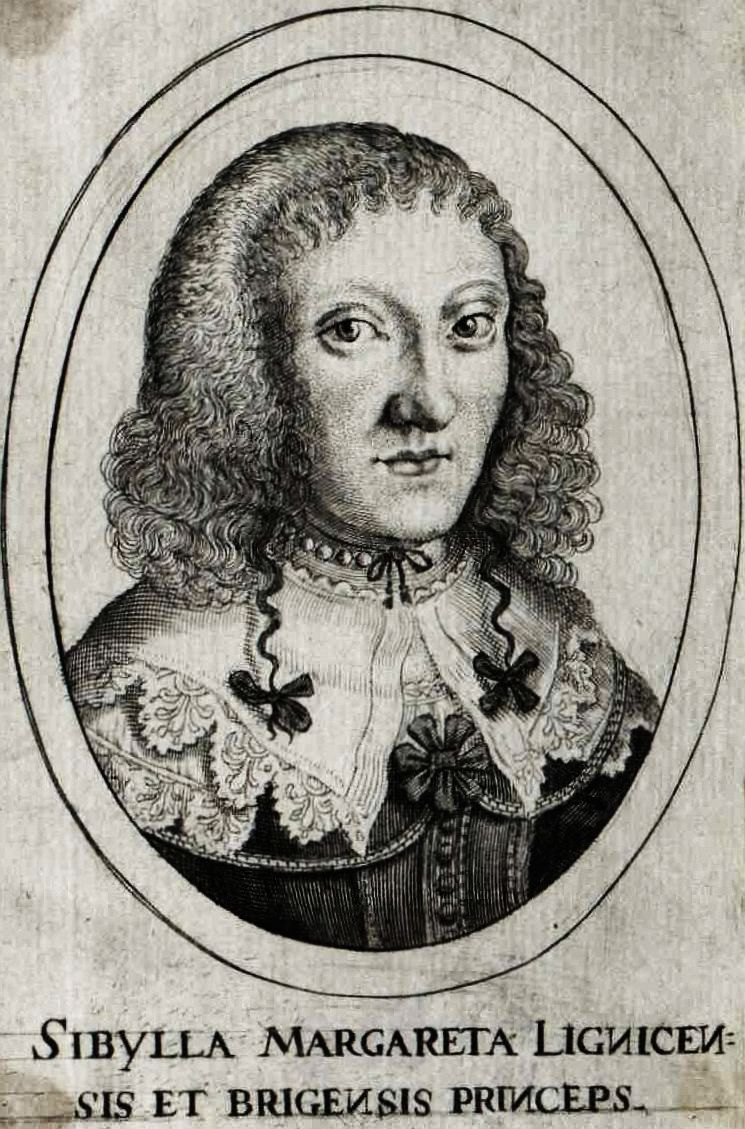
Sibylle Margarethe von Brieg

Sibylle Margarethe, geborene Herzogin in Schlesien, zur Liegnitz und Brieg, verheiratete Reichsgräfin von Dönhoff (* 20. Juni 1620; † 26. Juni 1657 in Danzig) war Prinzessin von Brieg aus dem Liegnitzer Zweig der Schlesischen Piasten und eine wichtige Person in der Geschichte der deutschen Barockliteratur.
Sie war die Tochter des Brieger Herzogs Johann Christian und dessen Ehefrau Dorothea Sibylle von Brandenburg und damit eine Enkelin des Kurfürsten Johann Georg von Brandenburg, Herzog von Preußen.
Sibylle heiratete 1637 den Reichsgrafen Gerhard Dönhoff (1590–1648), polnischer Kastellan von Danzig und Woiwode von Wenden und Pommerellen. Dieser war ein wichtiger Förderer des Dichters Martin Opitz, der 1633–36 in Diensten des Herzogs von Liegnitz stand, zeitweilig ebenfalls in Danzig tätig war und dort verstarb.
Opitz widmete seine Geistlichen Poemata der Gräfin Sibylle Margarethe Dönhoff. Sie gilt als das Vorbild der Titelheldin des Schäferromans Jüngst=erbawte Schäfferey/ Oder Keusche Liebes=Beschreibung / Von der Verliebten Nimfen AMOENA, Und dem Lobwürdigen Schäfer AMANDUS ... (Leipzig 1637)
Jeremias Falck schuf von ihr ein Porträt.